# Nassau (zamek)
Nassau – zamek w Nassau w Niemczech, w kraju związkowym Nadrenia-Palatynat, zbudowany na początku XII w., opuszczony i popadł w ruinę, odrestaurowany w drugiej połowie XX w.; gniazdo rodowe dynastii Nassau.

## Historia
Hrabiowie Lauenburga na początku XII w. wnieśli zamek Nassau na wzgórzu wznoszącym się nad drogą łączącą Koblencję i Moguncję, w miejscu, w którym przekraczała ona rzekę Lahn, na terenach należących do biskupów Wormacji. W 1159 hrabiowie stali się formalnymi właścicielami zamku. Wówczas też przyjęli tytuł hrabiów Nassau, dając początek dynastii Nassau. Po podziale dóbr rodowych w 1255 zamek miał pozostać wspólną własnością obu gałęzi rodu, ottońskiej i walramskiej. Pod koniec XV w. zamek przestał pełnić funkcję rezydencyjną (choć jeszcze w pierwszej połowie XVI w. poświadczony jest kapelan zamkowy), a pod koniec XVI w. był już w złym stanie. Od XVIII w. fragmenty zamku rozbierano w celu pozyskania materiału budowlanego. Kolejne zniszczenia miały miejsce w 1945.
Pierwotny, romański zamek składał się zapewne z budynku mieszkalnego, wieży zachodniej i murów obronnych otaczających szczyt wzgórza. Prawdopodobnie na początku XIV w. wieżę zachodnią zastąpiono nową, istniała też wieża wschodnia na planie kwadratu. Nad bramą wjazdową znajdowała się kaplica. Części zamku, w szczególności wieża zachodnia i budynek mieszkalny, zostały odbudowane w latach 1971–1982. Odbudowany ozdobny szczyt wieży wzorowano na widokach zamku z XVII w. Podczas prowadzonych tu wykopalisk odnaleziono romańskie kapitele z arkad budynku mieszkalnego.

## Galeria

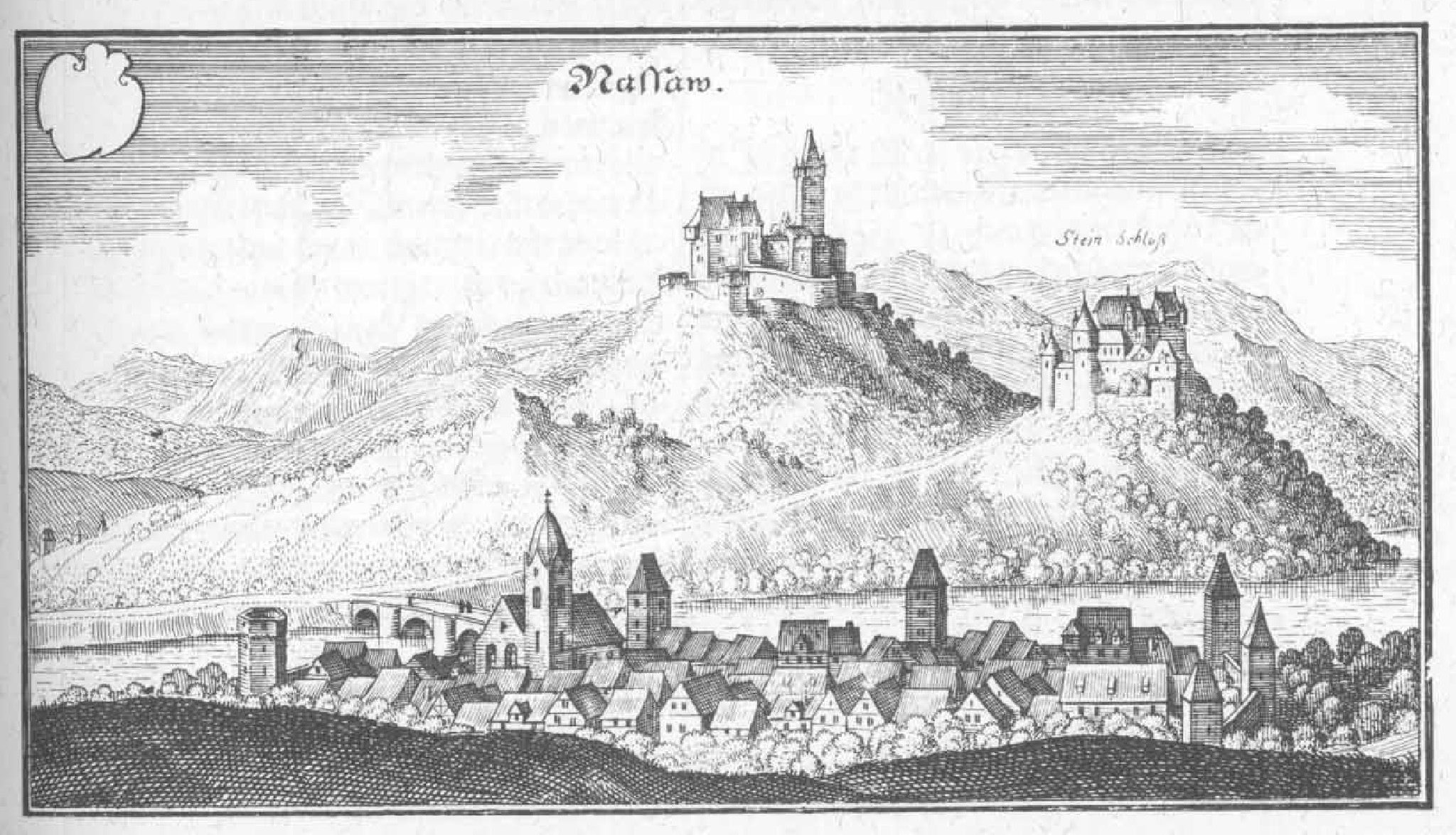
Widok zamku w połowie XVII w. (na wyższym wzgórzu)
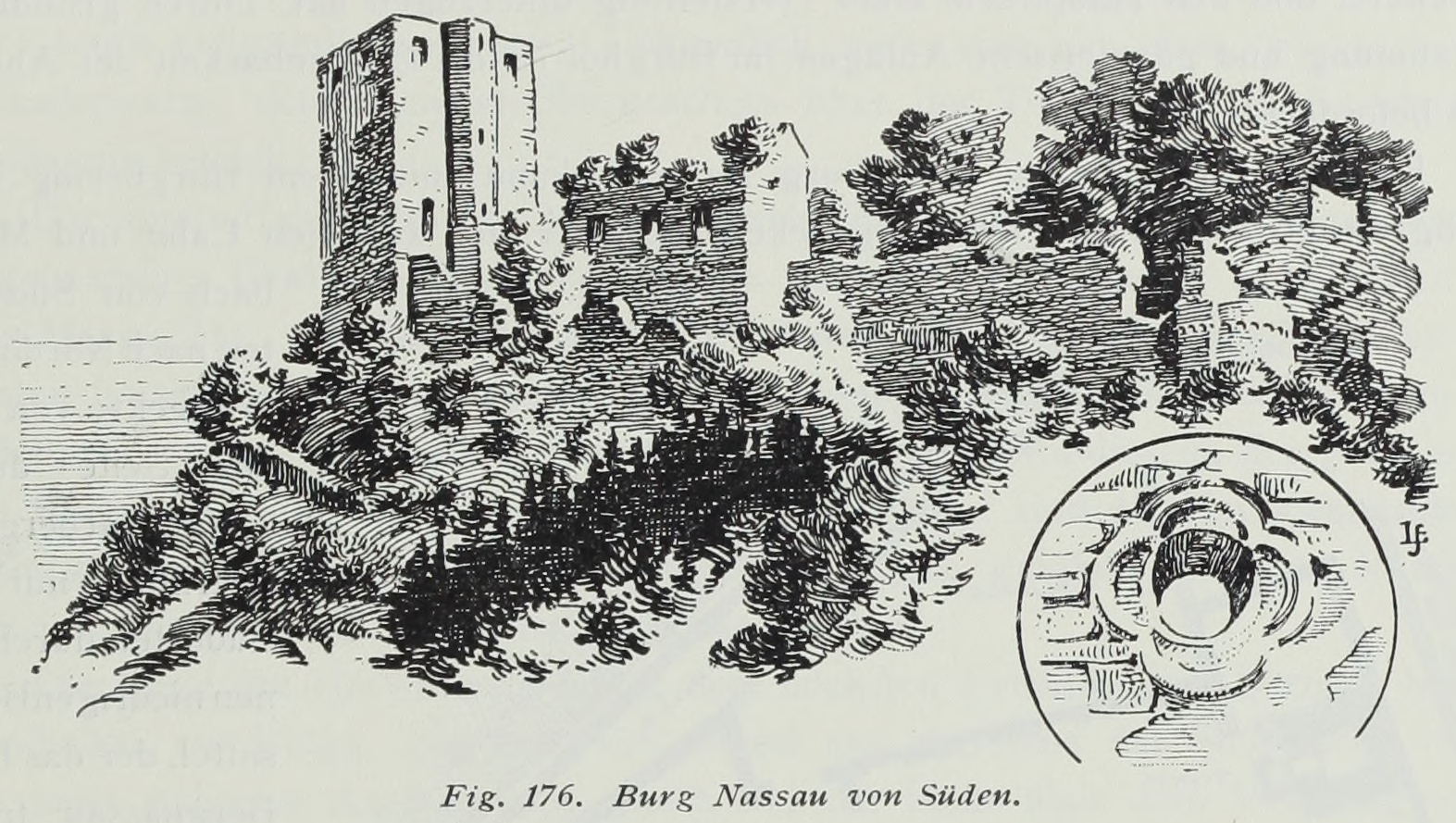
Ruiny zamku w 1907, widok od południa
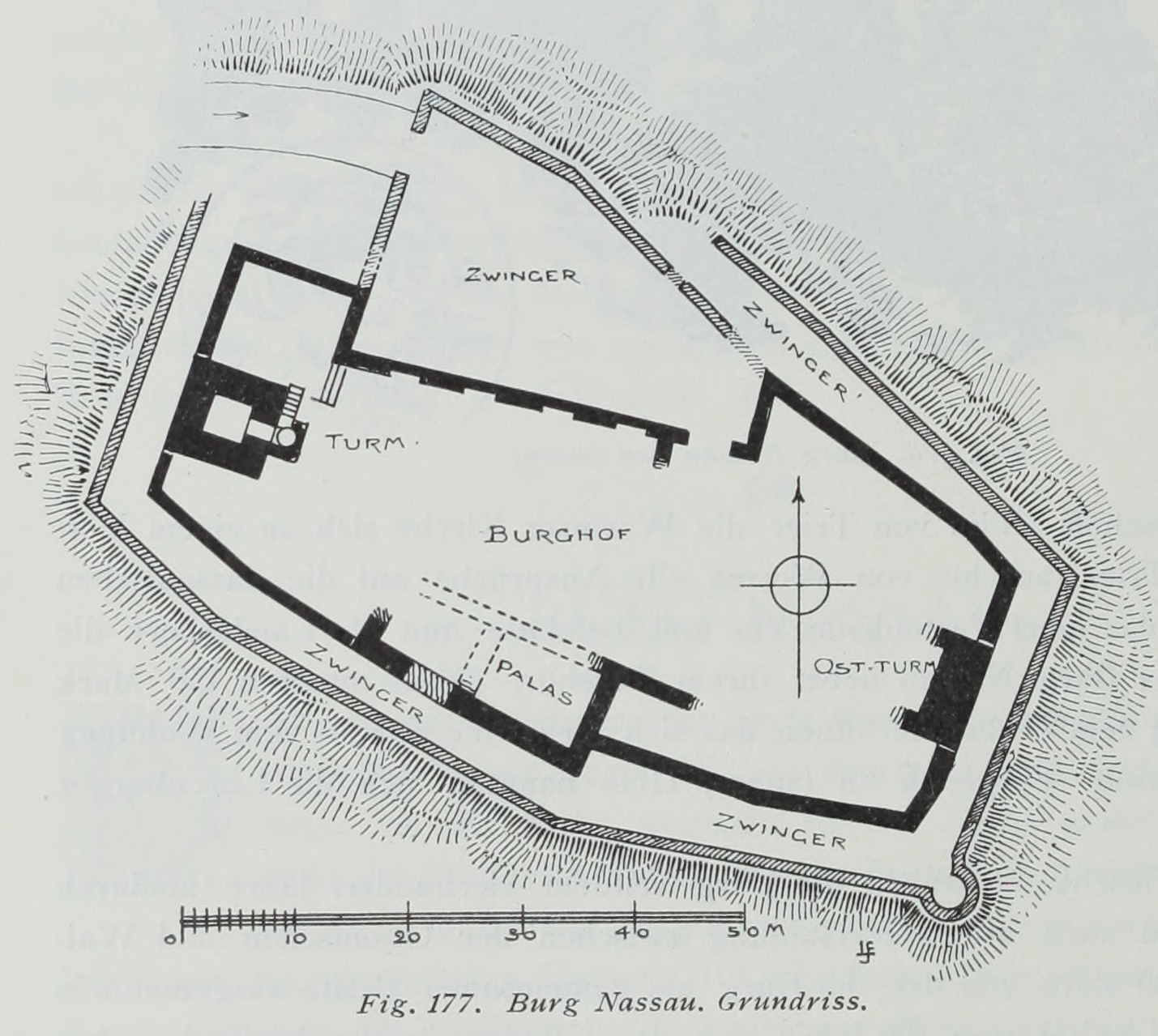
Plan ruin zamku z 1907
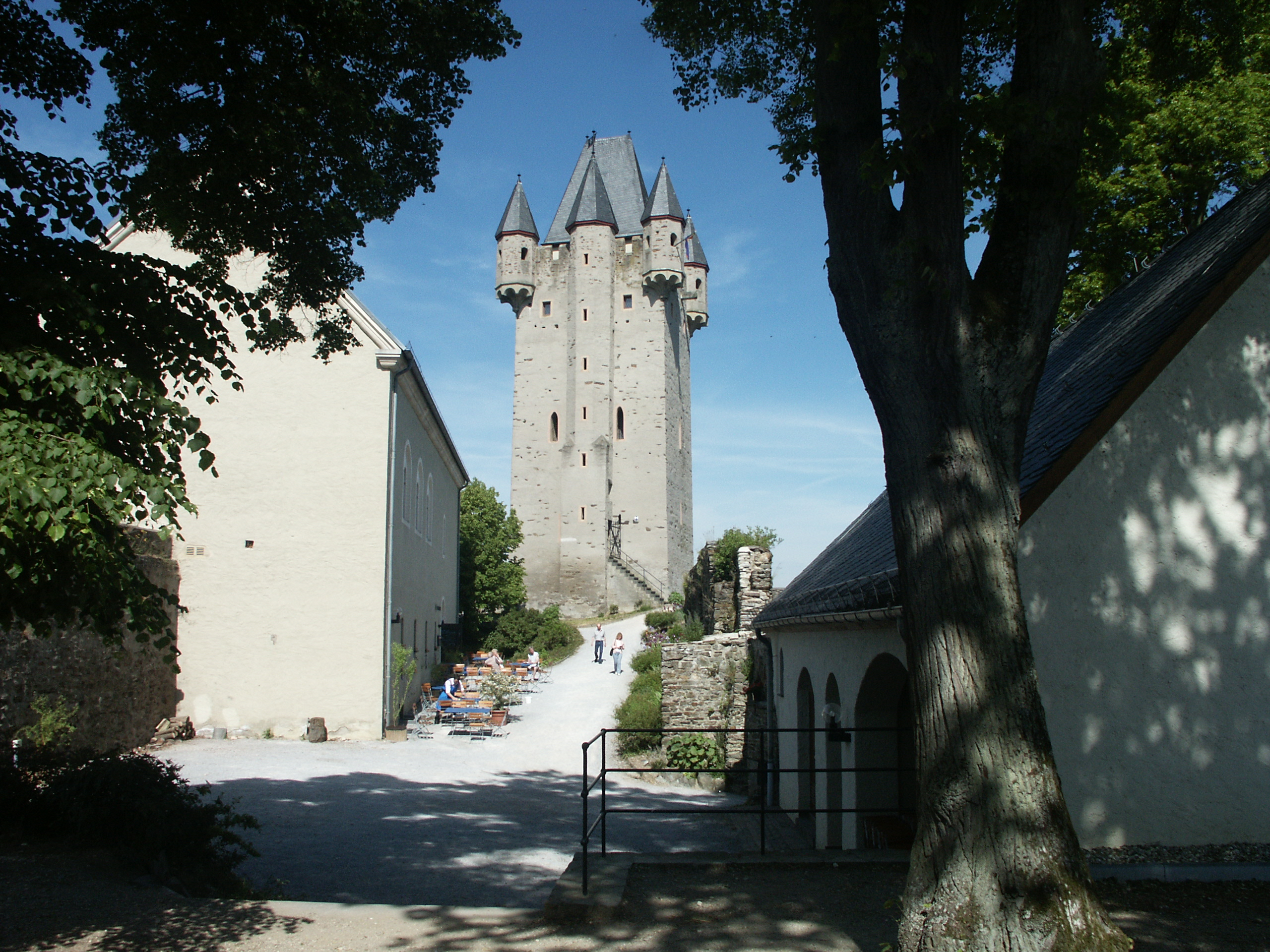
Wieża zamkowa, widok od wschodu (2004)